# Харитон Исповедник
Преподобни Харитон исповедник је хришћански мученик и светитељ. Рођен је у граду Иконија у Малој Азији. У време прогона хришћана од стране цара Аурелијана, Харитон је био међу првима изведен на суд пред хегемона. Када му је судија затражио да се поклони идолима, Харитон му одговори: „сви ваши богови су бесови, који су негда због гордости свргнути с неба у ад преисподњи“. Тада нареди хегемон, да туку и истезају тело Харитоново у толикој мери, да му је цело тело било покривено ранама. После смрти Аурелијанове, Харитон је ослобођен мука и тамнице. Он се упути у Јерусалим. На путу га ухвате разбојници, од којих се једва ослободио. Зато се више није хтео враћати у Иконију него се повуче у Фаранску пустињу, где је основао монашку обитељ. Мало затим удаљио се у другу пустињу према Јерихону, где је основао другу обитељ, и назвао Харитонова, након тога и трећу обитељ, Сукијску – познату још и као Стара Лавра. 
Умро је у дубокој старости 28. септембра 350. године. Његове мошти почивају у првој његовој обитељи. Светом Харитону приписују састав чина монашког пострига.
Православна црква прославља светог Харитона 28. септембра по јулијанском календару.
За датум спомена Преподобног новомученика Харитона Црноречког одређен је 28. септембар (по старом календару) тј. 11. октобар (по новом календару), истог дана кад је и спомен Преподобног Харитона Исповедника, светитеља по коме је отац Харитон добио своје монашко име.